# Hostal de Roquer
Hostal de Roquer és una masia situada al municipi de Lladurs, a la comarca catalana del Solsonès.